# Lorenzo Mangiante
Lorenzo "Renzo" Mangiante (Brescia, 14 de març de 1891 – Curitiba, Paraná, Brasil, 16 de juny de 1936) va ser un gimnasta artístic italià, que va competir a començament del segle xx. Era germà del també gimnasta Giovanni Mangiante.
El 1912 va prendre part en els Jocs Olímpics d'Estocolm, on va guanyar la medalla d'or en la prova del concurs complet per equips del programa de gimnàstica.
Vuit anys més tard, un cop finalitzada la Primera Guerra Mundial, va disputar els Jocs d'Anvers, on revalidà la medalla d'or en el concurs complet per equips.